# Championnat de Santa Catarina de football 1999
Navigation
Édition précédente Édition suivante
Le championnat de Santa Catarina de football de 1999 est la 74e édition du championnat de Santa Catarina de football. Il est remporté par le club de Figueirense FC, qui remporte son 10e titre dans la compétition.
Les deux finalistes sont qualifiés pour la coupe du Brésil de football 2000.

## Règles
Le championnat se déroule en deux phases, matches aller et matchs retour. Les 8 premiers de la phase aller se disputent la victoire dans la phase au cours d'un tournoi à huit (quart, demi et finale). Le vainqueur se qualifie pour la phase finale.
De même, les 8 premiers de la phase retour se disputent la victoire dans la phase au cours d'un tournoi à huit (quart, demi et finale). Le vainqueur se qualifie pour la phase finale.
Les deux meilleurs classés au cumul des matches aller-retour rejoignent les vainqueurs des deux premières phases pour la phase finale.
Ces quatre équipes disputent la phase finale sous forme de demi-finales et finale aller et retour. Le vainqueur de la finale est déclaré champion.

## Finale
En finale, le Figueirense FC bat le club d'Avaí FC.

## Sources
- (pt) Cet article est partiellement ou en totalité issu de l’article de Wikipédia en portugais intitulé « Campeonato Catarinense de Futebol de 1999 » (voir la liste des auteurs).